# Jeannine Gonzáles
Jeannine Gonzales (Santa Cruz de la Sierra, Bolivia; 16 de abril de 1980) es una modelo, diseñadora gráfica y conductora de televisión boliviana.

## Biografía
Jeannine Gonzales nació el 16 de abril de 1980 en la ciudad de Santa Cruz de la Sierra. Comenzó sus estudios escolares en 1986, saliendo bachiller en su ciudad natal el año 1997. Incursionó en el modelaje el año 2000 y en 2015 la edición chilena de As la eligió como representante boliviana en el concurso "La diosa de la copa" para la Copa América de ese año.
En 2010, a sus 30 años de edad, Jeannine ingresó a la televisión conduciendo un programa de farándula en el canal Megavisión (canal regional del Departamento de Santa Cruz). Se graduó como diseñadora gráfica de la Universidad Privada de Santa Cruz de la Sierra (UPSA).
Llegó al Perú en 2013. Alcanzó su popularidad en la televisión de ese país al participar en el episodio de El valor de la verdad. Cuando regresó a Bolivia siguió conduciendo para Megavisión, pero abandonó el rubro para dedicarse al emprendimiento de fitness al comprar el complejo deportivo en Santa Cruz y en 2022 transmitir su segmento al canal de televisión PAT.

## Vida privada
Estuvo casada pero se divorciaría dos años después por motivos de violencia familiar. En 1999, a sus 19 años, nació su primer y único hijo.
En 2013, inició una relación de amistad y luego de pareja con el músico peruano de cumbia Christian Domínguez. Pero la relación duraría solo 1 año, ya que en abril de 2014, ambos se separarían.